# Cantonul Poissy-Nord
Cantonul Poissy-Nord este un canton din arondismentul Saint-Germain-en-Laye, departamentul Yvelines, regiunea Île-de-France, Franța.

## Comune
- Carrières-sous-Poissy
- Médan
- Poissy (parțial, reședință)
- Villennes-sur-Seine